# Baby Mama
Baby Mama (titulada Mamá de alquiler en España) es una película de comedia-drama, escrita y dirigida por Michael McCullers, y está protagonizada por Tina Fey, Amy Poehler, Sigourney Weaver, Greg Kinnear, y Dax Shepard.

## Argumento
Kate Holbrook (Tina Fey) una exitosa empresaria soltera de treinta y siete años que ha antepuesto siempre los negocios sobre su vida personal decide tener finalmente un hijo propio. Sin embargo, sus esperanzas se derrumban cuando le comunican que su oportunidad de quedar embarazada es de una en un millón. Kate contrata a Angie Ostrowski (Amy Poehler), una chica trabajadora y de caótica personalidad del sur de Filadelfia, para que se haga una extracción de embriones y sea su madre de alquiler. La directora del centro de madres de alquiler, Chaffee Bicknell (Sigourney Weaver), una mujer embarazada a pesar de tener más de cuarenta años, informa a Kate de que la extracción fue un éxito y Angie está embarazada de su hijo. Kate redecora todo el piso donde vive para su nuevo hijo, también investigando las posibilidades o problemas que podría presentar un hijo durante el parto. Su perfectamente ordenada estrategia acaba cuando Angie se queda en la calle. Desde entonces, Kate decide mantener a Angie durante los nueve meses de espera por el niño. Mientras esperan, Angie convence a Kate de salir con ella y divertirse un poco, algo que no ha hecho en años. En una fiesta, Kate se encuentra con el único novio que ha tenido, que se ha casado y ahora tiene dos hijas sin ella. Mientras están afuera, Kate convence a Angie de volver a su apartamento mientras ella va a beber algo. En un pequeño café conoce a Rob (Greg Kinnear) y ambos inician una relación que dura los siguientes meses. Cuando Angie vuelve al apartamento la noche de la fiesta, Oscar (Romany Malco) el portero del edificio, descubre que no está realmente embarazada y que la extracción de embriones fue un fracaso. Al día siguiente, Angie discute con Oscar sobre que, en gran parte, lo hizo para alegrar a Kate.
Angie se encuentra con su exnovio Carl (Dax Shepard) que trata de probar que Angie no está embarazada para poder recuperarla. Ella lo rechaza nuevamente y luego va con Kate a hacerse un ultrasonido. Esto la asusta, ya que teme que el médico la delate. En el ultrasonido, al principio, el médico no descubre nada, pero finalmente escucha los latidos del corazón de un bebé. Sin embargo, Angie más tarde le revela a Oscar que, aunque realmente esté embarazada, el hijo no es de Kate, sino de Carl, ya que mantenía relaciones con él poco antes de la extracción de embriones. Oscar le sugiere contarle todo a Kate y finalizar la mentira antes de que crezca más, pero Angie piensa que, quizás, el bebé merezca una mejor madre y una casa mejor que lo que ella pueda darle. Rob le cuenta a Kate, mientras tanto, que tiene una hija de doce años y que le encantaría presentársela algún día. Pero en el proceso también declara su desprecio por el programa de madres de alquiler y Kate tiene miedo de confesarle la verdad, haciendo pasar a Angie por su hermana. Durante el babyshower de Kate, Carl aparece de improviso y anuncia que Angie no está embarazada. Sin embargo, esta descubre el vientre y revela que sí lo está. Aunque toda la verdad parece por un momento revelada, Kate le explica a Angie que la directora Backnell le sugirió esperar dos semanas antes de hacerse la prueba de embarazo, ya que los efectos de la extracción de embriones podrían no ser claros momentáneamente. De tal modo, el bebé puede ser tanto de Carl como de Kate, y solo haría falta una prueba de ADN para comprobarlo.
Durante una audiencia para comprobar de quién es hijo el bebé, el juez revela que, efectivamente, el feto es de Carl y no de Kate, dejando destrozada a esta última. Rob interfiere como abogado de Angie durante el caso, aunque no necesitara ayuda legal. Kate encuentra a Angie más tarde y, mientras están hablando y pidiéndose disculpas, esta última entra en trabajo de parto. Kate hace todo lo posible por llevarla al hospital, teniendo un breve encuentro con la directora Backnell, que ya ha tenido su parto y resultan ser gemelos, para celos y disgusto suyo. Kate observa todo el nacimiento del bebé de Angie, pero se impresiona mucho al verlo salir y se desmaya. Cuando despierta, Angie ha llamado a Rob para que la acompañe y el médico pide un minuto a solas. El médico le comunica a Kate que a pesar de sus problemas de útero, ha tenido mucha suerte, pues ha quedado embarazada de Rob en las últimas tres semanas. Un año después, Angie está celebrando el primer año de su hija, de nombre Stefani, y ella y Carl han aprendido a ser padres responsables, lo mismo que Kate y Rob.

## Reparto
- Tina Fey - Kate Holbrook
- Amy Poehler - Angela "Angie" Ostrowski
- Greg Kinnear - Rob Ackerman
- Romany Malco - Oscar Priyan
- Dax Shepard - Carl Loomis
- Maura Tierney - Caroline Holbrook
- Steve Martin - Barry
- Sigourney Weaver - Chaffee Bicknell
- Holland Taylor - Rose Holbrook
- Siobhan Fallon Hogan

## Recepción

### Recepción de crítica

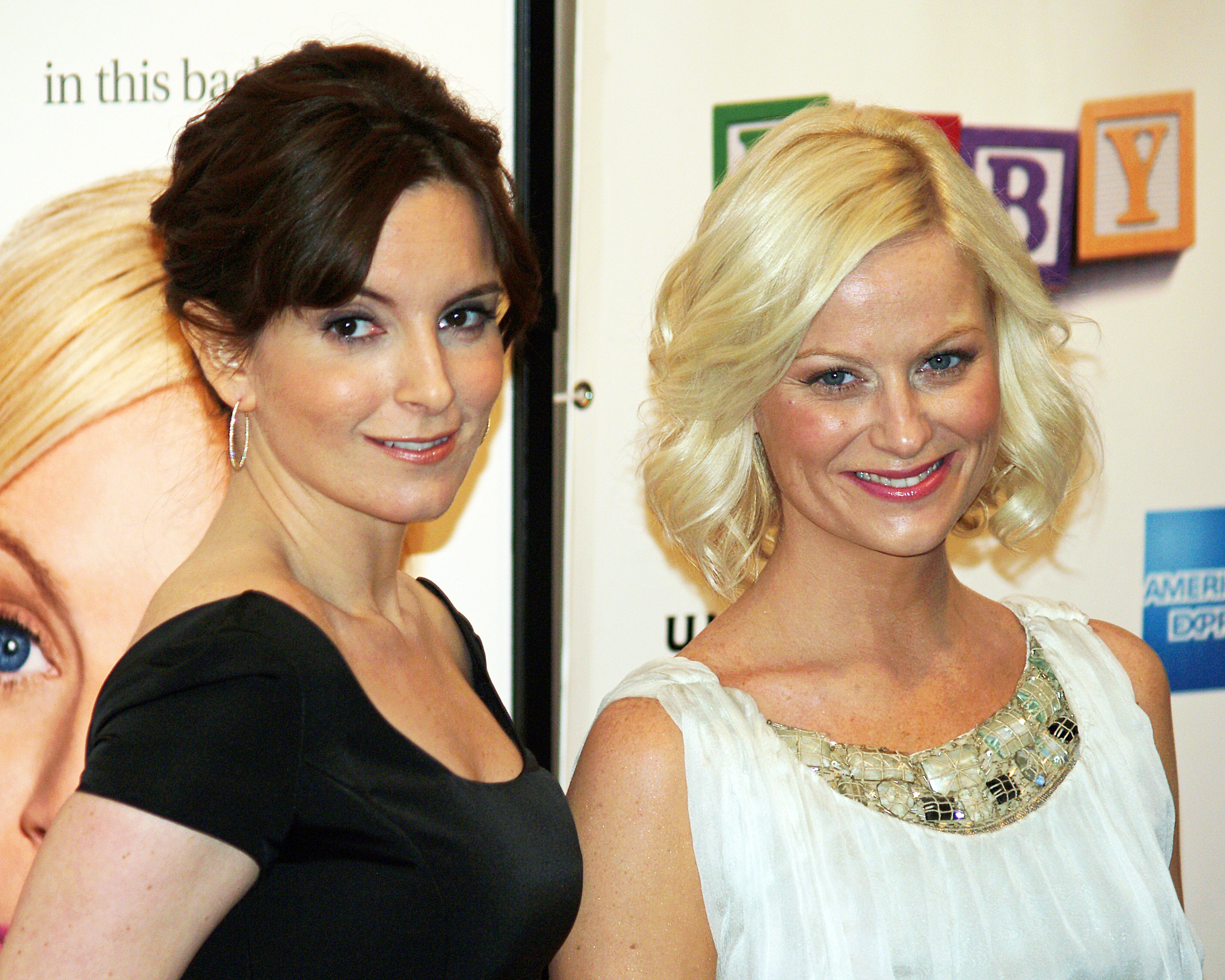
Fey y Poehler en el estreno en el Festival de Cine de Tribeca.

Baby Mama recibió en general críticas mixtas a positivas. En febrero de 2009, Rotten Tomatoes reportó el 62% de las críticas positivas, basado en 151 comentarios, con el consenso de que la película es "una ligera comedia previsible con un desempeño fuerte." Metacritic informó de la película tuvo una puntuación media de 55 sobre 100, basado en 34 comentarios, indicando críticas mixtas o media.

### Taquilla
En su apertura los fines de semana, Baby Mama recaudó $ 17.407.110 en 2543 en los teatros de Estados Unidos y Canadá, ranking # 1 en la taquilla y un promedio de 6.845 dólares por el teatro.